# میوه‌خورک نواری
میوه‌خورک نواری (نام علمی: Pipreola arcuata) نام یک گونه از سرده میوه‌خورک است.